# La Canyada (Paterna)

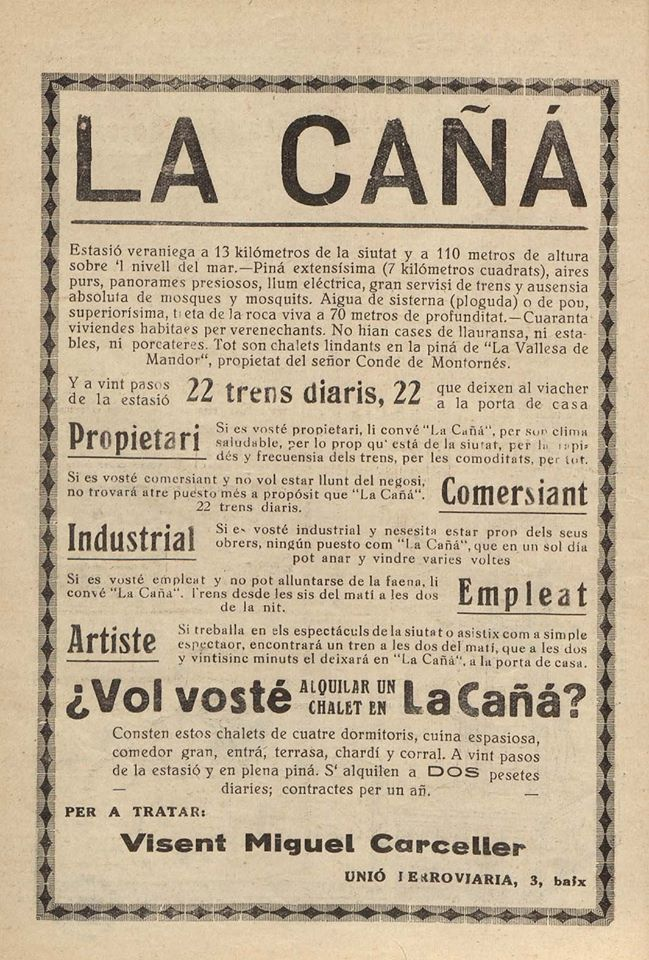
Anunci a El Fallero de les primeres promocions a La Canyada, 1934.

La Canyada o la Canyada dels Pins és un barri residencial de la ciutat de Paterna, al nord-oest de l'Horta de València. Se situa al nord-oest del terme municipal i fita a l'oest amb el bosc de la Vallesa i la urbanització homònima, i a l'est amb el polígon industrial Font del Gerro (tots dos al terme de Paterna). Se separa d'aquest per la ronda de l'Autopista de la Mediterrània. La seua creació va ser impulsada per Vicent Miguel Carceller.
És una de les zones residencials més antigues i més grans de l'Àrea Metropolitana de València, i disposa d'una estació de metro pròpia, l'estació de la Canyada, a més d'un centre de salut auxiliar, una església d'estil modern i una zona comercial, tots situats al centre de la urbanització. També té un parc, directament darrere de l'estació, el qual és una continuació del bosc de la Vallesa i, per tant, compta amb un nombre de pins mediterranis. La urbanització consisteix en una petita quantitat de finques (o pisos) concentrades al centre, envoltat per una gran àrea de carrers rectes, amplis i llargs, formant illes quadrades al voltant de cases unifamiliars. En alguns casos, especialment al llarg de la línia de tren, aquestes cases esdevenen vertaders palaus d'estil d'alqueria valenciana tradicional o fins i tot d'estil modernista.